# Archaická latinka

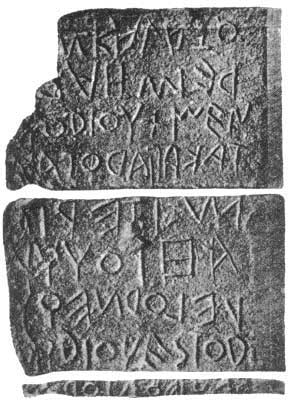
Jeden z nejstarších dokladů archaické latinky, tzv. Lapis niger

Archaická latinka je nejstarší písmo latinské abecedy vzniklé přibližně v 7. století př. n. l. vycházející z předešlého řeckého písma, kterou převzali a postupem času modifikovali Etruskové.

## Historie písma
Tento soubor liter užívali starověcí písaři v období od 7. – 4. století před Kristem. Nejednalo se ovšem o písaře v dnešním slova smyslu. Jednalo se spíše o kameníky či rytce, protože tehdejší lidé latinské kultury neznali žádné psací látky a mohli tak využívat pouze epigrafický materiál (kámen, dřevo, kov atp.). Až kolem 1. století před Kristem převzali z egyptského písemnictví papyrus, který užívali až do té doby, než jej později (s výjimkou papežské kanceláře) vytlačil pergamen. Tímto obdobím latinského písma se nezabývá paleografie, nýbrž jiná pomocná věda, do jejíž kompetence spadá nápisové písmo a tou je epigrafika.

## Charakteristika
Nejstarší nápisy se vyznačují neuspořádaností písmového obrazu, odlišnou výškou jednotlivých liter či variabilitou kresby jednoho grafému. Asi ve 4. století před Kristem dochází k postupné stabilizaci, která vrcholí během 2. století a vytváří se tak písmo monumentální. Z této éry se však dochovalo velmi málo památek, a proto o této etapě vývoje latinského písma není mnoho známo.

Nápis na sponě z Praeneste. Čtení probíhá zprava doleva

Nejznámější dochovaný nápis je tzv. Lapis Niger či také Lapis Romuli z Fora Romana, zhotovený jako bustrofédon, pochází z 5. či 6. století před Kristem. K dalším památkám, patří zlatá spona z Praeneste, jež nese nápis MANIOS MED FHE FHAKED NVMASIOI.
Mezi nejcharakterističtější litery archaické abecedy patří: E a F, jež mají šikmá břevna; dále písmena P a B jejichž bříška jsou hrotitá na místo nám dnes známých kulatých bříšek; litera L, jejíž dřík a pata svírají ostrý úhel; či písmeno O, které je tvořeno oválem na krátké úsečce.